# Kyrksjön
Kyrksjön este o arie protejată (arie specială de conservare — SAC, sit de importanță comunitară — SCI) din Suedia întinsă pe o suprafață de 59,5 ha, integral pe uscat.

## Localizare
Centrul sitului Kyrksjön este situat la coordonatele 61°49′25″N 16°05′07″E / 61.8237°N 16.0853°E.

## Înființare
Situl Kyrksjön a fost declarat sit de importanță comunitară în aprilie 2003 pentru a proteja 1 specie de plante. Situl a fost protejat și ca arie specială de conservare în martie 2011.

## Biodiversitate
Situată în ecoregiunea boreală, aria protejată nu include niciun habitat protejat.
La baza desemnării sitului se află o specie protejată de  plante: Persicaria foliosa.